# مدينة رويدر
 مدينة رویدر  (بالفارسية:  شهر رویدر) مدينة تتبع لـبلدة روئيدر (بالفارسية: بخش رويدر) من توابع مدينة خمير وتقع في محافظة هرمزگان في جنوب إيران.

## السكان
يبلغ عدد سكان مدينة رويدر حسب تعداد السكان لعام 2006 للميلاد، 8805 نسمة، جميعهم من أهل السنة والجماعة ويتبعون المذهب الشافعي ويتكلمون العربية والفارسية باللهجة المحلية.

## وصلات خارجية
- التقسيمات الادارية لمحافظة هرمزگان

1. 1 2 3  "جمعیت به تفکیک تقسیمات کشوری" (بالفارسية). اطلع عليه بتاريخ 2023-10-29.
2. ↑  GeoNames (بالإنجليزية), 2005, QID:Q830106
3. ↑  "معلومات عن مدينة رويدر على موقع geonames.org". geonames.org. مؤرشف من الأصل في 2019-12-13.